# RC Relizane
El RC Relizane, conocido también como RCR, es un equipo de fútbol de Argelia que juega en el Campeonato Nacional Amateur de Argelia, la tercera liga de fútbol en importancia en el país.

## Historia
Fue fundado en el año 1933 en la ciudad de Relizane y sus mejores años han sido en la década de los años 1980s, en los cuales militó en el Campeonato Nacional de Argelia, donde incluso quedaron en tercer lugar en la temporada 1988/89, pero desde inicios de la década de los años 1990s el club no ha vuelto a la máxima categoría.
Luego de estar en las ligas regionales, el club fue promovido a la tercera división en la temporada 2010/11 debido a la profesionalización de las primeras dos categorías.
A nivel internacional han participado en un torneo continental, en la Recopa Africana 1990, donde fueron eliminados en la primera ronda por el Club Africain de Túnez.

## Participación en competiciones de la CAF
| Temporada | Torneo          | Ronda | Club          | Casa | Visita | Global |
| --------- | --------------- | ----- | ------------- | ---- | ------ | ------ |
| 1990      | Recopa Africana | 1     | Club Africain | 1-4  | 0-2    | 1-6    |